# Herrschaft Datschitz
Die Herrschaft Datschitz war eine Herrschaft in Mähren. Namensgebend war der Ort Datschitz (tschechisch Dačice).

## Geografische Lage
Dačice liegt heute im Süden Tschechiens. Das Gebiet gehörte historisch zu Mähren und wurde erst 1960 politisch Böhmen zugeordnet.

## Geschichte

### Frühe Neuzeit
Datschitz gehörte ursprünglich zur Herrschaft Bikau. Die Herrschaft Bikau befand sich in den Händen der Familie von Neuhaus, die sie 1459 an Wolfgang Kraiger von Kraigk verkaufte. Die Kraiger von Kraigk bauten das Schloss Datschitz im Stil der Renaissance aus. In den folgenden Jahrhunderten war es Mittelpunkt der Herrschaft. 1610 verkaufte Katharina Kraiger von Kraigk die Herrschaft, darunter auch Datschitz, an Wilhelm Dubský von Třebomyslice. 1728 kaufte Heinrich Karl Graf von Ostein die Herrschaft. Der letzte Osteiner Graf, Johann Friedrich Karl Maximilian von Ostein, starb 1809 kinderlos, hatte zuvor aber seinen Neffen, Friedrich Karl Anton von Dalberg zum Erben eingesetzt und vielleicht auch adoptiert. Damit kam die Herrschaft an die Familie der Freiherren von Dalberg.

### 19. und 20. Jahrhundert
Zu Beginn des 19. Jahrhunderts hatte die Herrschaft einen Umfang von knapp 164 Quadratkilometern. Davon wurden 26,5 Quadratkilometer land- oder forstwirtschaftlich genutzt. Sie hatte einen grundbuchlichen Wert von 600.000 Gulden. Sie erbrachte am Anfang des 19. Jahrhunderts einen Jahresertrag von 70.000 Gulden. Im Einzelnen bestand sie aus folgenden Gütern:
- Kirchwiedern (Kostelní Vydří) mit Brandlin (Brandlín) und Misletitz (Mysletice), ein Zukauf von 1825 aus der Hand der Freiherren von Rolsberg für 61.000 Gulden[6]
- Klein Jenikau (Malý Jeníkov)
- Marquartz (Markvarec)
- Marschau (Maršov)
- Ober-Niemtschitz (Horní Němčice)
- Rötschitz (Řečice) mit dem Dorf Lipowa (Lipová) wurde 1909 für 33.000 Kronen an Robert Freiherrn von Bach verkauft.[7]
- Unter-Niemtschitz (Dolní Němčice)
- Wolschan (Olšany)

Mit den Umwälzungen des Jahres 1848 verlor die Herrschaft ihre Funktion als Obrigkeit und der Frondienst („Robot“) wurde aufgehoben. Der Herr von Datschitz war damit „nur“ noch Großgrundbesitzer. Seine bisherigen hoheitlichen Funktionen als Gerichtsherr und in der Verwaltung übernahm der Staat. Der Teil des Bodens, für den die Bauern Robot geleistet hatten, wurde gegen eine Entschädigung der Herrschaft auf die Bauern übertragen. Sie mussten dafür 1/3 des Wertes bezahlen, ein weiteres Drittel übernahm der Staat, der Rest des Wertes wurde faktisch enteignet. Zu Beginn der Bodenreform 1919 in der neu souveränen Tschechoslowakei befanden sich noch 36 km² in der Hand der Familie Dalberg. Dies reduzierte sich durch die Bodenreform auf 11 km².
Als die Familie Dalberg mit Johannes Evangelist von Dalberg 1940 ausstarb, ging das Erbe an dessen Cousine Maria Anna von und zu Dalberg (1897–1979) über. Sie war mit Prinz Franz Emanuel Konstantin zu Salm und Salm-Salm (1876–1965) verheiratet. Allerdings wurde das Erbe kurz darauf durch die Tschechoslowakei 1945 enteignet. und auf land- und forstwirtschaftliche Staatsbetriebe und Genossenschaften aufgeteilt.

## Wirtschaft
Reformen in der ersten Hälfte des 19. Jahrhunderts unter Freiherr Karl Anton von Dalberg modernisierten die Wirtschaft. Er übernahm alle bisher verpachteten Meierhöfe seiner Herrschaften in Eigenregie und begann den Anbau und die Verarbeitung von Zuckerrüben. In Moleschau richtete er eine Güterinspektion, in Datschitz eine zentrale Finanzverwaltung für seine böhmischen Güter ein.
Für seine Neuerungen gelang es ihm, eine Reihe von sehr fähigen Mitarbeitern zu gewinnen:
- Als Generalbevollmächtigten für seine Güter gewann er Franz von Grebner, der eine Zuckerfabrik gründete, die zunächst in Kirchwiedern, später in Sukdol produzierte. Deren Direktor, Jacob Christoph Rad erfand den Würfelzucker, der erstmals in einer Zuckerraffinerie in Datschitz hergestellt wurde.[15]
- Für seinen Forst und den Obstanbau gewann er Vincenz Hlava als Spezialisten, der für zehn Jahre auch eine private Forstschule in Datschitz leitete. Innerhalb dieser Zeit bildete er dort 250 Anwärter für den Forstdienst aus.[16]
- Maximilian Frey leitete die Schlossgärtnerei in Datschitz, die hunderte von Apfel-, Birnen-, Aprikosen- und Pfirsichsorten züchtete und dafür eigene Verkaufskataloge herausgab. Weiter wurden dort auch Gemüsesetzlinge gezogen, etwa für Spargel[Anm. 1], und Blumen.[17]

Weiter wurde in den Herrschaften Schafzucht betrieben. Der Bestand betrug in der Herrschaft Daschitz 2700, in der Herrschaft Maleschau 4500 Tiere.